# Innokientij Kożewnikow
Innokientij Sierafimowicz Kożewnikow (ur. 1/13 listopada 1879 r. w Boczkariewie, zm. 15 kwietnia 1931 r. w Moskwie) – działacz bolszewicki, uczestnik rosyjskiej wojny domowej, następnie dyplomata i urzędnik radziecki.

## Życiorys
Pochodził z rodziny chłopskiej z guberni irkuckiej. Ukończył studia w instytucie handlowym w Charkowie. W latach 1915–1917 pracował jako mechanik na linii telegraficznej w Charkowie. W 1917 r. przyłączył się do partii bolszewickiej.

### Udział w wojnie domowej w Rosji
W marcu 1918 r. Innokientij Kożewnikow wszedł do Rady Komisarzy Ludowych Doniecko-Krzyworoskiej Republiki Radzieckiej jako komisarz poczty i telegrafu, faktycznie jednak zajmował się głównie tworzeniem oddziałów partyzanckich do walki z idącymi na wschód oddziałami niemieckimi. W sierpniu 1918 r. Wszechrosyjski Centralny Komitet Wykonawczy powierzył mu dowodzenie oddziałem partyzanckim liczącym 500 osób. Wyruszył on na front wschodni rosyjskiej wojny domowej 30 września 1918 r., mając za zadanie wsparcie Armii Czerwonej na odcinku między Czystopolem, Mienzielinskiem i Birskiem, w szczególności opanowanie ujezdu mienzielinskiego i dalszy marsz w kierunku Birska. Oddział z powodzeniem prowadził działania na tyłach wojsk Korpusu Czechosłowackiego, zwiększając swój stan osobowy do ponad 12 tys. żołnierzy. Został wówczas zreorganizowany, podzielony na 9 mniejszych jednostek i przemianowany na Partyzancką Armię Czerwoną.
W grudniu 1918 r. dowództwo Armii Czerwonej nakazało przerzucenie tak powstałej grupy wojsk na front południowy i jej koncentrację w rejonie Nowego Oskołu. Grupa Kożewnikowa skutecznie walczyła następnie o Kupiańsk, Starobielsk i Ługańsk.

Na początku 1919 r. dowodził grupą wojsk liczącą 20 tys. partyzantów, według innego źródła nawet 30 tys. osób. Składały się na nią 3 i 4 ukraińskie dywizje powstańcze, następnie zreorganizowane jako 41 i 42 dywizja strzelecka, w głównej masie złożone z żołnierzy pochodzących z Tatarstanu, którzy przystąpili do wojsk Kożewnikowa na froncie wschodnim. W osobistej dyspozycji Kożewnikowa był również od początku marca 1919 r. pociąg pancerny "Włast' Sowietam" dowodzony przez Ludmiłę Mokijewską-Zubok. Siły Kożewnikowa rozmieszczone były wzdłuż linii Hundoriwśka-Mytiakinśka-Ługańsk, dalej na północ od Debalcewa, na południe od Bachmutu i na południe w kierunku stacji kolejowej Wołnowacha. Całość przed początkiem planowanej przez dowództwo Armii Czerwonej operacji odbicia Donbasu została przemianowana na 13 Armię. Plan opracowany przez dowódcę Frontu Południowego Armii Czerwonej Pēterisa Slavensa przewidywał, że 13 Armia wyprze z Donbasu białych Kozaków Piotra Krasnowa i wspierające je jednostki Sił Zbrojnych Południa Rosji, a następnie otoczy całość sił Krasnowa. Założenia te nie zostały zrealizowane.
Siły Kożewnikowa brały w marcu i kwietniu 1919 r. udział w zaciętych walkach o uprzemysłowione tereny Donbasu, jednak po dwóch miesiącach toczonych ze zmiennym szczęściem działań ostatecznie zostały zmuszone do wycofania się. Jedną z przyczyn klęski Armii Czerwonej w bitwie o Donbas była postawa samego Kożewnikowa, który obok dowódców operujących na sąsiednich odcinkach frontu 8 i 9 Armii, podobnie jak on niedoświadczonych, okazał się dowódcą nieudolnym, podczas gdy biali skierowali do Donbasu swoje doborowe oddziały kawalerii i najzdolniejszych oficerów (szczególnie wyróżniał się dowodzący całością odcinka Władimir Maj-Majewski). Jeszcze w trakcie bitwy, w kwietniu 1919 r. Kożewnikow stracił stanowisko dowódcy armii na rzecz Anatolija Giekkera i nigdy więcej nie powierzono mu dowodzenia takimi siłami.
W 1920 r. brał udział w desancie w Bandar-e Anzali i w tworzeniu Republiki Gilańskiej. Rok później piastował stanowisko zastępcy ministra spraw zagranicznych Republiki Dalekiego Wschodu.

### Dalsze życie w ZSRR
W latach 1922–1923 Innokientij Kożewnikow był ambasadorem Rosji Radzieckiej kolejno w Republice Buchary i na Litwie. W latach 1924–1926 pracował w komisariacie poczty i telegrafu ZSRR. W 1926 r. został aresztowany i skierowany do łagru na Wyspach Sołowieckich. W 1929 r. jako jeden z nielicznych więźniów zbiegł z obozu, przed ukryciem się spisał "Manifest Imperatora Innocentego I", w którym ogłaszał zwolnienie wszystkich więźniów i opisywał plan marszu na Piotrogród. Został odnaleziony i pojmany w lesie. W 1931 r. został skazany na śmierć za "działalność kontrrewolucyjną" i rozstrzelany w Moskwie.
W 1961 r. Innokientij Kożewnikow został zrehabilitowany. Na Cmentarzu Wagańkowskim w Moskwie znajduje się jego cenotaf z błędną informacją, jakoby Kożewnikowa stracono w 1929 r. na Sołowkach.